# Тултырма
Тултырма (баш. Тултырма, от баш. тултырыу — «начинять, наполнять»), также известная как буят (баш. бөйәт) — башкирское, татарское и чувашское национальное блюдо, представляющее собой варёную колбасу из ливера домашних животных (чаще лошади, реже птиц). Наравне с казы (вяленой колбасой из конины) является одним из наиболее известных видов колбасы в башкирской и татарской народной кухне: подобные колбасы встречаются у многих других тюркских народов.

## Принцип приготовления
Рецепт приготовления тултырмы варьируется от разных регионов Башкирии. В общем и целом, кишки животного (конские, говяжьи или бараньи) длиной от 30 до 40 см начиняются фаршем из мелко нарубленной или пропущенной через мясорубку печени, сердца, лёгких и нутряного жира, а также мяса. Добавляются специи (по желанию — чеснок, соль, перец, крахмал), затем концы перевязывают. В западных и северных районах Башкирии и по реке Белой (Аургазинский и Гафурийский районы) добавляют размоченную сырую или слегка отваренную крупу (пшено, гречка, ячмень, пшеница, рис), а в горах, на юге и юго-востоке (Белорецкий, Хайбуллинский, Баймакский, Зилаирский, Абзезиловский районы) — немного муки (иногда не клалась ни мука, ни крупа). По желанию разводили фарш небольшим количеством молока, бульона или воды, вбивали одно или два сырых яйца. В горно-лесных районах иногда добавлялась кровь животного.
Заполненные фаршем подготовленные кишки провариваются до часа с добавлением специй и кореньев, но не прокалываются, чтобы не вытекал нутряной жир. Подаётся тултырма, как правило, в горячем виде, однако иногда и в холодном (охлаждённая под лёгким прессом и нарезанная широкими ломтиками). Гарниром служат отварные овощи, посыпанные мелко нарубленной зеленью, консервированные и соленые овощи или салаты из них; в качестве приправы служат столовая горчица, хрен с помидорами, майонез с зеленью, жидкий холодный корот или катык. Иногда подаётся горячий мясной бульон в пиалах.
Тултырма подаётся к столу в виде улюша, во время традиционных праздников и обрядов (одним из таких является сыргатуй). Тултырма заготавливается впрок в период забоя скота и хранится в замороженном виде. Распространена вместе с казы не только у башкир, но и у других народов России (алтайцы, марийцы, мордва, татары) и бывшего СССР (казахи, киргизы, узбеки).